# Karevansuo
Karevansuo är en mosse i Finland.   Den ligger i landskapet Egentliga Finland, i den sydvästra delen av landet, 160 km väster om huvudstaden Helsingfors.
Mossen ligger invid Riviera-området i Masko, söder om Humikkala och öster om riksväg 8. Den är till största delen skyddad genom myrskyddsprogrammet och som naturskyddsområde. I skogarna kring mossen finns flygekorre och mossen har en mångsidig och representativ flora och spindel- och fjärilsfauna. Leden Karevan kierto ingår i Kuhankuono vandringsleder, och kan avverkas som en etapp på vägen mellan Åbo och Kurjenrahka nationalpark.